# Mamadyš
Mamadyš (rusky Мамадыш, tatarsky Мамадыш) je město v Tatarstánu v Ruské federaci. Při sčítání lidu v roce 2010 měl přes čtrnáct tisíc obyvatel.

## Poloha
Mamadyš leží na pravém, západním břehu Vjatky přibližně patnáct kilometrů severozápadně od jejího ústí do Kamy. Od Kazaně, hlavního města Tatarstánu, je vzdálen přibližně 170 kilometrů na východ.